# وضعیت اضطراری!
وضعیت اضطراری! (انگلیسی: Emergency!) نام یک مجموعهٔ تلویزیونی آمریکایی است که از سال ۱۹۷۲ تا ۱۹۷۷ میلادی از شبکهٔ «ان‌بی‌سی» به روی آنتن رفت.
داستان سریال دربارهٔ دو مأمور آتش‌نشانی بود که آموزش‌های ویژه‌ای دیده بودند تا به عضویت گروه مجربی از بهیاران خارج بیمارستانی موسوم به «گروه ۵۱» درآیند.